# Иден-Валли
Иден-Валли (англ. Eden Valley, букв. «Райская долина») — город в округах Микер и Стернс, штат Миннесота, США. На площади 3,3 км² (всё суша, водоёмов нет), согласно переписи 2002 года, проживают 866 человек. Плотность населения составляет 260,5 чел./км².
- Телефонный код города — 320
- Почтовый индекс — 55329
- FIPS-код города — 27-18134[1]
- GNIS-идентификатор — 0643168[2]